# Ludwig Ehrsam
Ludwig Ehrsam (* 31. Juli 1910 in Meiningen; † 20. März 1947 in Berlin) war ein deutscher Mediziner und Nationalsozialist, der als Lagerarzt in Konzentrationslagern eingesetzt sowie Chefarzt der SS-Division „Totenkopf“ war. Er wurde 1947 zum Tode verurteilt und hingerichtet.

## Leben
Ehrsam wurde als Sohn des praktischen Arztes und späteren Oberregierungsmedizinalrates sowie Leitenden Arztes des Versorgungsamtes Gotha Alexander Ehrsam in Meiningen geboren.
Nach dem medizinischen Staatsexamen wurde er am 12. Februar 1935 zum Dr. med. promoviert. Das praktische Jahr absolvierte er auf der Inneren Abteilung des Städtischen Krankenhauses in Erfurt. Am 15. Juni 1936 wurde ihm die Bestallung als Arzt erteilt.

### NS-Mitgliedschaften
Wie der Historiker Günter Morsch in einer Untersuchung über das KZ Sachsenhausen feststellte, war Ehrsam wie alle KZ-Lagerärzte in Sachsenhausen bereits früh in die NS-Bewegung eingetreten; sie „verfügten als Truppenärzte bei den Totenkopfwachverbänden über einschlägige Erfahrungen.“
Ludwig Ehrsam:
- Eintritt in die NSDAP zum 1. Mai 1931 (Mitgliedsnummer 526.435)[3]
- SS-Beitritt zum 15. November 1931 (SS-Nummer 19.729)
- Seit 7. Januar 1936 Verpflichtung bis zum 45. Lebensjahr für die SS-TV
- Aufnahme zum 1. April 1936 im Range eines SS-Untersturmführers in die Sanitätsstaffel der SS-TV „Oberbayern“
- Seit 20. April 1943 SS-Obersturmbannführer in der Waffen-SS
- Divisionsarzt
- Mitglied im Lebensborn e.V.[1]

### Als SS-Arzt in Konzentrationslagern
- 1936: KZ Dachau
- 1936–37: KZ Sachsenhausen
- 1937: KZ Lichtenburg
- sowie im KZ Esterwegen und im KZ Buchenwald.

Ehrsam wird in vielen Zeugenberichten als unvorstellbar grausam im Umgang mit den inhaftierten Menschen beschrieben. Juden und Kommunisten verweigerte er jede Hilfe. Es habe „keinen SS-Arzt gegeben, der von allen Häftlingen in gleicher Weise gefürchtet wurde wie Ludwig Ehrsam. Weithin sichtbaren Ausdruck findet dies im Spitznamen „Dr. Grausam“, unter dem er (im KZ Sachsenhausen) allgemein bekannt war.“ Brutale Gewalt bis hin zum Totschlag, Züchtigungen und absolute Gleichgültigkeit waren seine Methoden gegenüber den Häftlingen, die er generell als gefährliche Staatsfeinde ansah und deren medizinische Behandlung er als versierter SS-Arzt wissentlich unterließ. Von ihm ist der Satz „Für Juden stelle ich nur Totenscheine aus“ überliefert.
Während Ehrsams Einsatz im KZ Sachsenhausen nötigte er Häftlinge auch zu „freiwilligen“ Sterilisationsanträgen, denen er sich operativ intensiv widmete – selbst über Einwände des sog. Erbgesundheitsgerichts Berlin hinweg.
Ehrsam war bekannt als schwerer Alkoholiker und als rauschmittelabhängig, was ihm diverse Strafen seiner Vorgesetzten einbrachte, die ihn dennoch schätzen und beförderten. Er nahm Eukodal-Tabletten und spritzte sich auch Morphium.

### Nach 1945
Ehrsam wurde Anfang 1945 Mai verhaftet und zunächst im britischen Lager Sandbostel bei Bremervörde interniert. Am 3. April 1946 wurde er in das Internierungslager Esterwegen überstellt, am 5. Juni 1946 in das Internierungslager Paderborn verlegt und zwei Tage später an die sowjetischen Besatzungsbehörden überstellt. In einem Militärtribunal wurde er zum Tode verurteilt und am 20. März 1947 in Berlin hingerichtet.

### Familie
Die erste Ehe wurde bereits nach 1½ Jahren auf Antrag der Ehefrau im September 1942 geschieden. In zweiter Ehe heiratete er am 13. März 1943 in Ferntrauung. Dieser Ehe entstammt ein im Februar 1945 geborenes Kind.
Ehrsam, der zunächst Mitglied der evangelischen Kirche war, bezeichnete sich ab spätestens 1941 als gottgläubig.

## Schriften
- Ueber Akkomodationsparese infolge von Botulismus, Wertheim a. M.: Bechstein 1936, Umfang: 9 S. 8"; Anmerkung: Würzburg, Med. Diss. v. 14. Jan. 1937